# Devriesia chlamydospora
Devriesia chlamydospora är en svampart som först beskrevs av Matsush., och fick sitt nu gällande namn av Seifert & N.L. Nick. 2004. Devriesia chlamydospora ingår i släktet Devriesia och familjen Teratosphaeriaceae.   Inga underarter finns listade i Catalogue of Life.